# Имеретинская культура
Имеретинская культура — археологическая культура верхнего палеолита, существовавшая на Кавказе, в основном в долине р. Квирила. Характеризуется почти полным отсутствием орудий двусторонней обработки. Наблюдается переход от орудий мустьерского типа к микролитам. Наблюдается некоторое сходство с инвентарём зарзийской и барадостской культур. Хозяйство смешанного типа.